# Khadia alticola
Khadia alticola är en isörtsväxtart som beskrevs av P. Chesselet och H.E.K. Hartmann. Khadia alticola ingår i släktet Khadia och familjen isörtsväxter. Inga underarter finns listade i Catalogue of Life.